# HILS
Hardware-in-the-Loop (HIL) simulation의 약어로서 복잡한 실시간 시스템의 개발 및 시험에 사용되는 기술이다. 이 시뮬레이션은 시험 대상의 제어상태를 효과적인 플랫폼을 제공한다. 제어할 복잡한 대상은 시험 및 개발에 동적인 시스템 모델을 동작함으로써 시험 대상의 기능을 확인할 수 있다.